# Gia Darling
Gia Darling (Valencia, California; 30 de julio de 1977) es una actriz pornográfica transexual estadounidense, además de directora, productora y personalidad mediática.
Ganó el premio a la Artista transexual del año de los Premios AVN en 2006.

## Premios
- 2005 AVN Award for Transsexual Performer of the Year (nominación)
- 2006 AVN Award for Transsexual Performer of the Year[2]
- 2007 AVN Award for Transsexual Performer of the Year (nominación)[3]
- 2011 AVN Hall of Fame inducted[4]